# Кёнигсхайн-Видерау
Кёнигсхайн-Видерау (нем. Königshain-Wiederau) — община в Германии, в земле Саксония. Подчиняется административному округу Хемниц. Входит в состав района Средняя Саксония. Население составляет 2846 человек (на 31 декабря 2010 года). Занимает площадь 30,89 км².
Коммуна подразделяется на 4 сельских округа.